# Theo Stich
Theo Stich (* 1. Dezember 1960 in Stans) ist ein Schweizer Historiker und Regisseur von Dokumentarfilmen.

## Leben
Theo Stich absolvierte seine Schulzeit im Kanton Basel-Landschaft. Von 1980 bis 1986 studierte er Geschichte, deutsche Literatur und Philosophie an der Universität Basel.
Anschliessend war er zunächst als Mitarbeiter des Archivs für Zeitgeschichte an der ETH Zürich tätig. 1988 wechselte er als Redaktor und Realisator zum Schweizer Fernsehen (bis 1992).
Seit 1996 ist Stich freischaffender Autor, Regisseur und Produzent von Dokumentarfilmen. In den Jahren 1999 bis 2002 hatte er die Produktionsleitung für das Oral-History-Projekt Archimob inne. 2004 gründete er seine eigene Produktionsfirma LUMENFILM GmbH.

## Filme
- 2021: Mitholz. Die explosiven Hinterlassenschaften der Armee
- 2017: Im Bann des Föhns
- 2008: Spiel des Lebens – der Traum vom Fussballstar
- 2006: Citizen Fred – Der Traum von Amerika
- 2006: Kims Reich – Unterwegs in Nordkorea
- 2004: Vollenweider – Die Geschichte eines Mörders
- 2004: Liebe in den Zeiten des Krieges
- 2004: Frauen im Dienst
- 2000: Jahrmarkt der Skulpturen
- 1997: Four in Time
- 1997: La casa dei tedeschi
- 1996: Lebenslänglich
- 1994: Ein kurzer Film über das Warten
- 1990: Stationen einer Flucht oder das Asyl zu Basel